# Sidney Gottlieb
Sidney Gottlieb (cuyo nombre real fue Joseph Scheider; Bronx, Nueva York; 3 de agosto de 1918-condado de Washington, Virginia; 7 de marzo de 1999), nacido en el seno de una familia de judíos húngaros, fue el controvertido asesor científico y jefe de la División de Servicios Técnicos de la CIA (Agencia Central de Inteligencia), conocida también como la "Casa de los Horrores".
Fue el principal responsable de muchos de los experimentos de control mental de la Agencia desde 1953 hasta 1969, como la operación MK-Ultra y entre muchas otras operaciones clandestinas que mancharon la historia de la agencia estadounidense.

## Biografía

### Primeros años y estudios
Estudió ciencias químicas en la Universidad de Wisconsin, donde se graduó con honores en 1940. En 1951 consiguió su doctorado en química en el Instituto de Tecnología de California.

### CIA
Han dicho de mí que jugaba a ser Dios, y eso es una barbaridad. Me limitaba a utilizar los dones que el Altísimo me había concedido para intentar defender unas convicciones que sigo manteniendo: creo que Estados Unidos tiene derecho a defenderse por todos los medios posibles.
Sidney Gottlieb

Tras graduarse, fue reclutado por la CIA, donde trabajó como miembro del Equipo de Servicios Técnicos (Technical Services Staff o TSS) y llegó a ser jefe de la División Química, desde la cual fue el responsable de la Operación MK Ultra para manipulación de fuentes (seres humanos vivos) con psicoanálisis, hipnosis, alucinógenos, tortura y aislamiento, entre otros.

### Operaciones encubiertas
Richard Bissell, jefe del Directorate for Plans, una organización formada para conducir operaciones encubiertas anticomunistas alrededor del mundo, hizo gran uso de las habilidades de Gottlieb. El Directorate for Plans fue el responsable de las llamadas Black Operations de la CIA.

### Acción Ejecutiva
Esto involucraba políticas que más tarde se conocerían como Acciones Ejecutivas.
Líderes como Patrice Lumumba, Fidel Castro, Abdul Karim Qasim y Salvador Allende  fueron objeto de Acciones Ejecutivas. 
En marzo de 1960, el presidente de los Estados Unidos Dwight Eisenhower aprobó un plan de la CIA para derrocar al dictador comunista Fidel Castro. Gottlieb empezó con proposiciones destinadas a minar la confianza que sentía el pueblo cubano por Castro. Los planes incluían rociar una mezcla de alucinógenos en un estudio de Televisión cuando fuera a hablar con todo el país, además de contaminar sus zapatos con Talio para que quedara calvo y sin barba.
Richard Bissell eventualmente se decidió a formar un complot para asesinar a Castro. Gottlieb fue creativo a la hora de asesinar a Castro inventando varias ideas como envenenar el tabaco de los puros que Castro fumaba con frecuencia. Otro esquema era usar caracoles con explosivo los que se colocarían en la zona en que Castro buceaba. Gottlieb también quiso implantar una granada de gas venenoso en los bolsillos de su escafandra. Todo esto fue usado en forma no exitosa contra el General Abdul Karim Qasim de Irak, así como los intentos de asesinato usando el esbirro de la CIA, Sadam Hussein, quien llegó a disparar a bocajarro al General. 
Gottlieb fue asignado también a la tarea de asesinar al líder congoleño Patrice Lumumba. Esto incluía un agente letal biológico que iba a ser agregado al tubo de pasta dentífrica de Lumumba. Le causaría  brucelosis, anthrax, Viruela,tuberculosis   y encefalitis equina.   A la hora de inventar, Gottlieb no se quedaba en minucias. Estos experimentos fallaron y Lumumba fue asesinado por soldados leales a Moise Tshombe liderados por el agente de la CIA , y actual socio de negocios de George H. W. Bush en el Grupo Carlyle, Frank Carlucci lo que fue denunciado en la película HBO "Lumumba".

### Director del Equipo de Servicios Técnicos
En 1967 Gottlieb fue nombrado Director del Equipo de Servicios Técnicos estando en ese puesto hasta 1972. Desde ahí destruyó más del 80% de los archivos comprometedores de la CIA. La mayor parte lo incriminaban a él.

### Comité Church
En 1975, Frank Church y su  Select Committee on Intelligence Activities empezó a investigar el trabajo de la CIA .  Descubrió la existencia de las operaciones llamadas acciones ejecutivas. La denuncia contra el trabajo de Gottlieb resultó en muchas demandas contra la CIA.  Gottlieb dirigió clínicas psiquiátricas en Montreal en las que usando técnicas CIA hacia trabajos privados a quien se los pagara bien dentro de los cuales se encontraba borrar las memorias de esposas o de herederos para declararlos interdictos. Trabajaba junto al psiquiatra Donald Ewen Cameron.

## Últimos años
Sidney Gottlieb murió en su cama el 7 de marzo de 1999.